# Picris rhagadioloides
Picris rhagadioloides là một loài thực vật có hoa trong họ Cúc. Loài này được (L.) Desf. miêu tả khoa học đầu tiên năm 1804.